# Tito Puente

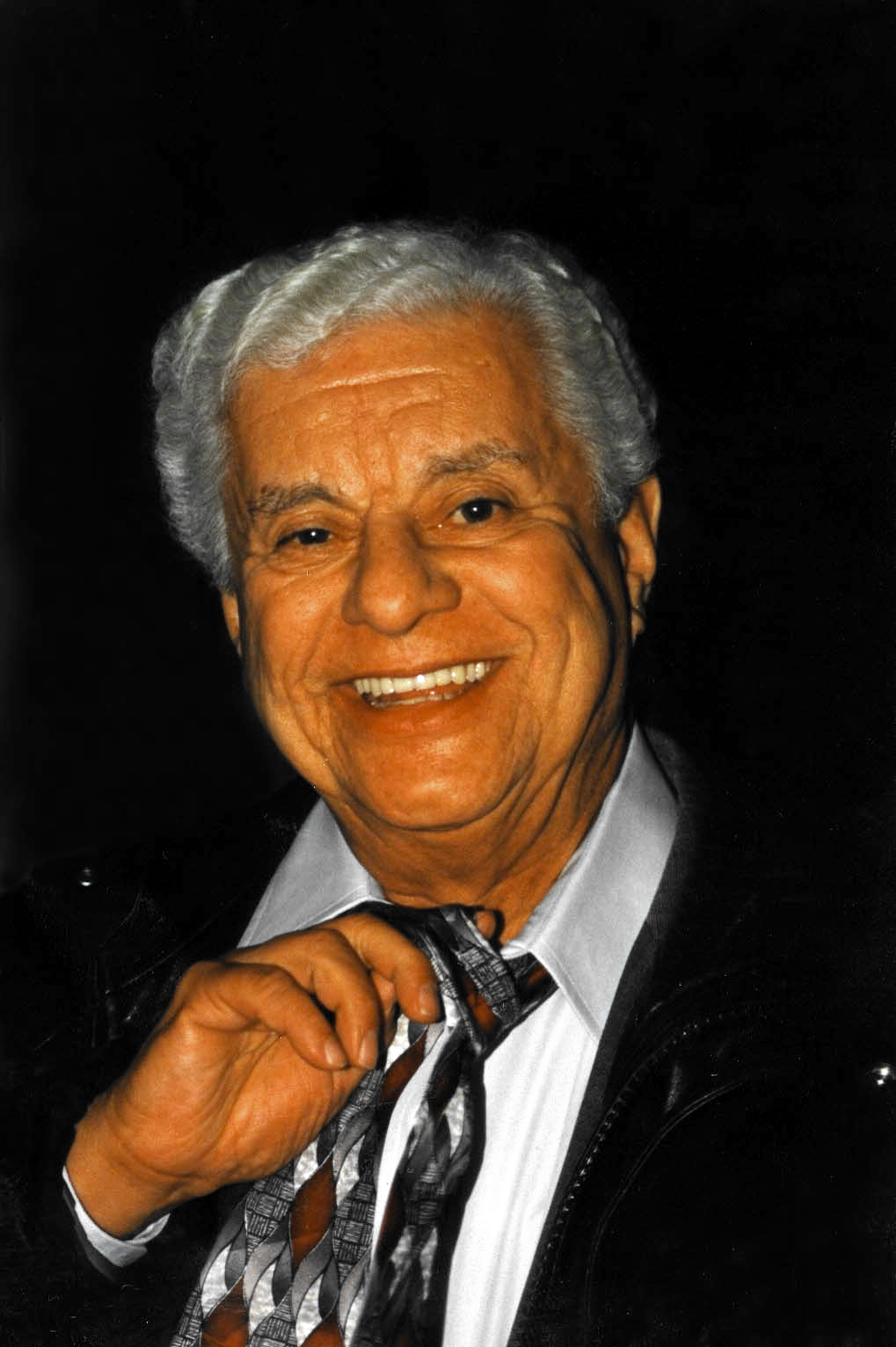
Tito Puente, 1996

Ernest Anthony „Tito“ Puente Jr. (* 20. April 1923 in New York City; † 31. Mai 2000 ebenda) war ein US-amerikanischer Jazz-, Salsa- und Mambo-Musiker.

## Werdegang

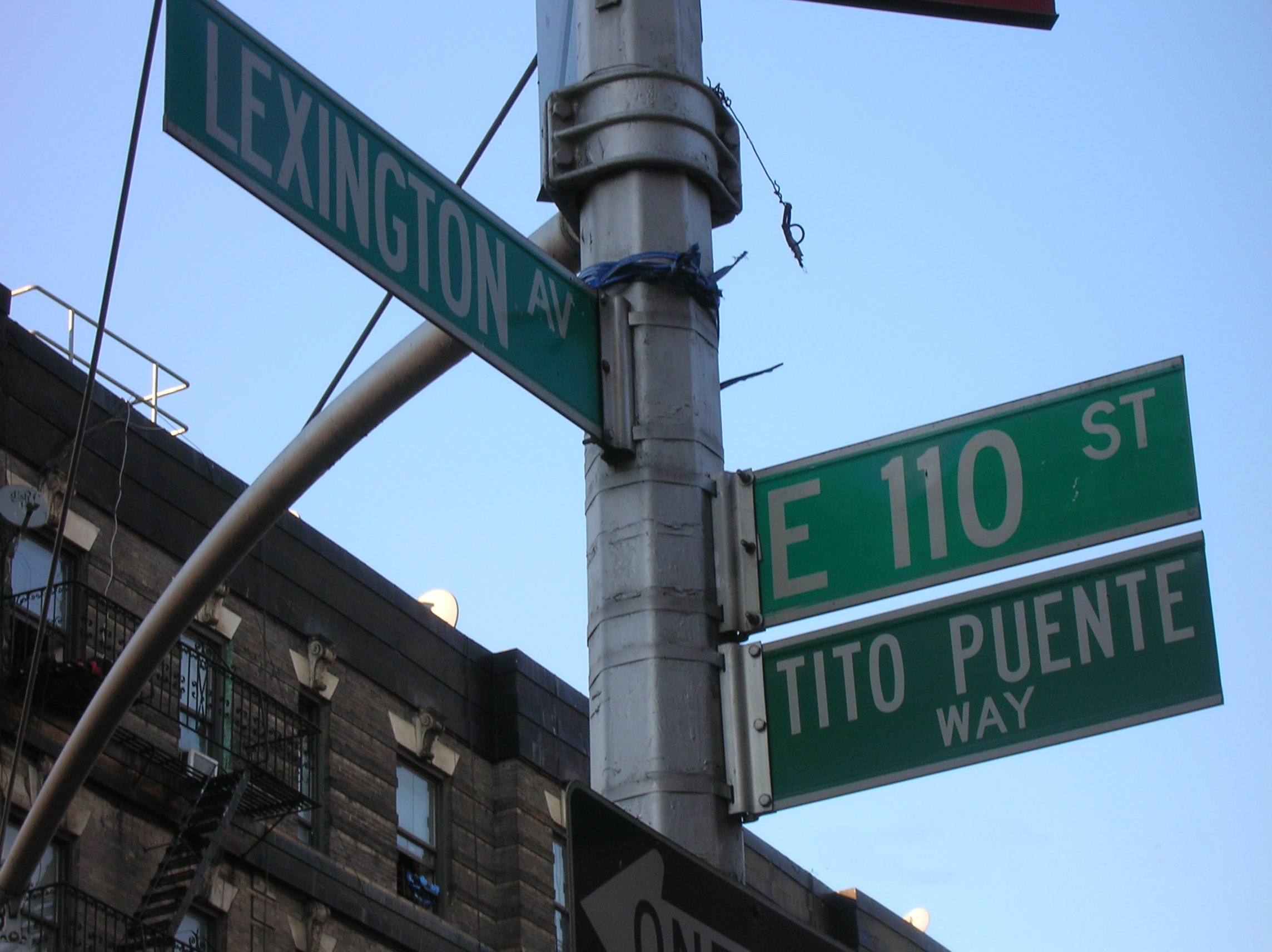
Tito Puente Way in Spanish Harlem

Puente war, wie man es umgangssprachlich bezeichnet, ein Nuyorican, ein in New York geborener Sohn puerto-ricanischer Eltern. Er wuchs in Spanish Harlem – auch El Barrio genannt – auf, einem Stadtteil von Manhattan, östlich des eigentlichen Zentrums von Harlem.
Er wurde El Rey del Timbal (spanisch „König der Timbales“) und King of Mambo („König des Mambo“) genannt und ist bekannt sowohl für seine Mambo- als auch seine lateinamerikanischen Jazz-Kompositionen, auf die er seine über 50-jährige Karriere aufbaute. Er spielte Saxophon, Klavier, Vibraphon, Timbales, Congas und Bongos. Musikalisch kommt Puente Eddie Palmieri sehr nah. Sein ursprünglicher Berufswunsch war Mambo-Tänzer.
Im Jahre 1948 bekam er einen Plattenvertrag von George Goldners Latin-Plattenlabel Tico Records. Puente befand sich auf dem Höhepunkt seiner Beliebtheit und brachte afro-kubanische und karibische Musik wie Mambo, Son und Cha-Cha-Cha einer großen Öffentlichkeit näher. Später wechselte er zu mehr universellen Musikrichtungen, z. B. Pop und Bossa Nova; schließlich blieb er bei einer Mischung von afro-kubanischem und lateinamerikanischem Jazz, die Salsa genannt wurde. Für sein Werk erhielt er fünf Grammy Awards, die National Medal of Arts (1997), die James Smithson Bicentennial Medal (1999), den „Status“ einer Living Legend des Library of Congress (2000) und zwei Ehrendoktorwürden. Er starb im Jahr 2000 in New York City an Herzversagen. Sein Stück Oye como va erlangte durch Carlos Santana große Bekanntheit.
Zudem war er in der zweiten Hälfte seines Lebens Schauspieler, beispielsweise in dem 1992 gedrehten Kinofilm The Mambo Kings. In den 1980er Jahren trat er mehrmals in der Cosby Show auf. 1995 hatte er außerdem einen Gastauftritt in der Doppelfolge der Zeichentrickserie Die Simpsons (Wer erschoss Mr. Burns?, Teile 1 und 2 aus den Staffeln 6 und 7).

## Diskografie

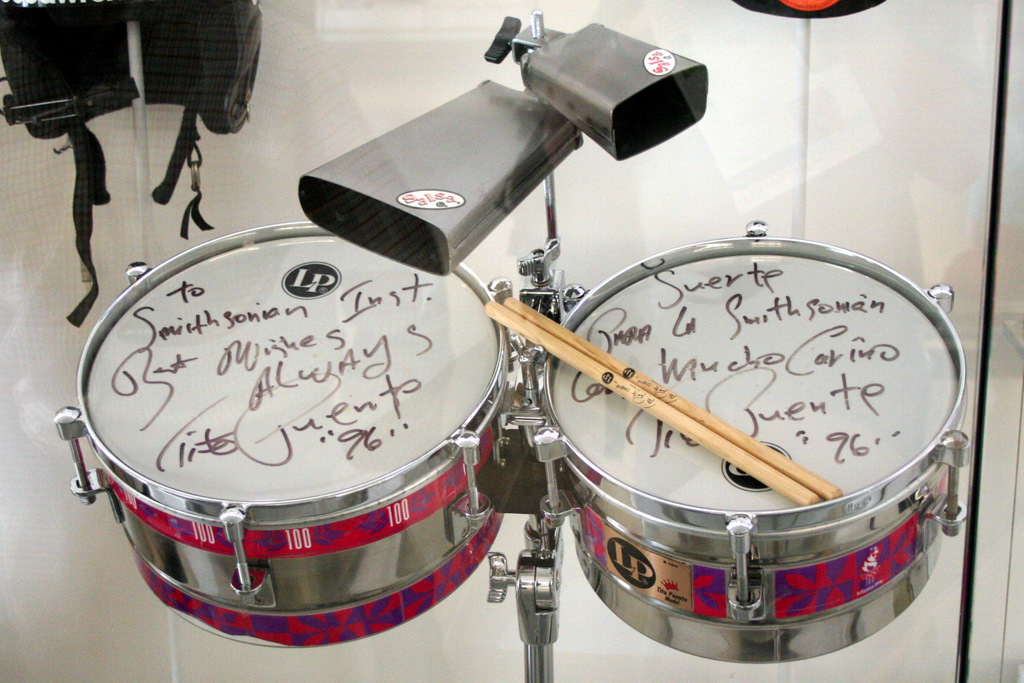
Die Timbales, die Puente während der Olympischen Sommerspiele 1996 spielte

Puente brachte über 100 Alben heraus, die millionenfach verkauft wurden; hierzu zählen:
- El Rey del Timbal 1949–1951 (1991)
- Cuando suenan los Tambores (1992)
- The King of the Cha-Cha Mambo (1995)
- The Best of Tito Puente (1997)
- Tito Puente – 50 Years of Swing (1997)